# Méthanotrophe
Un organisme méthanotrophe (étymologiquement : « qui se nourrit de méthane ») est un procaryote (bactérie ou archée) capable de se développer en n'utilisant que le méthane comme source de carbone et d'énergie, ce qui en fait des organismes chimioautotrophes.
Par extension on inclut parfois dans cette catégorie des organismes pluricellulaires (vers) qui abritent des communautés de microorganismes symbiotiques méthanotrophes et en vivent.

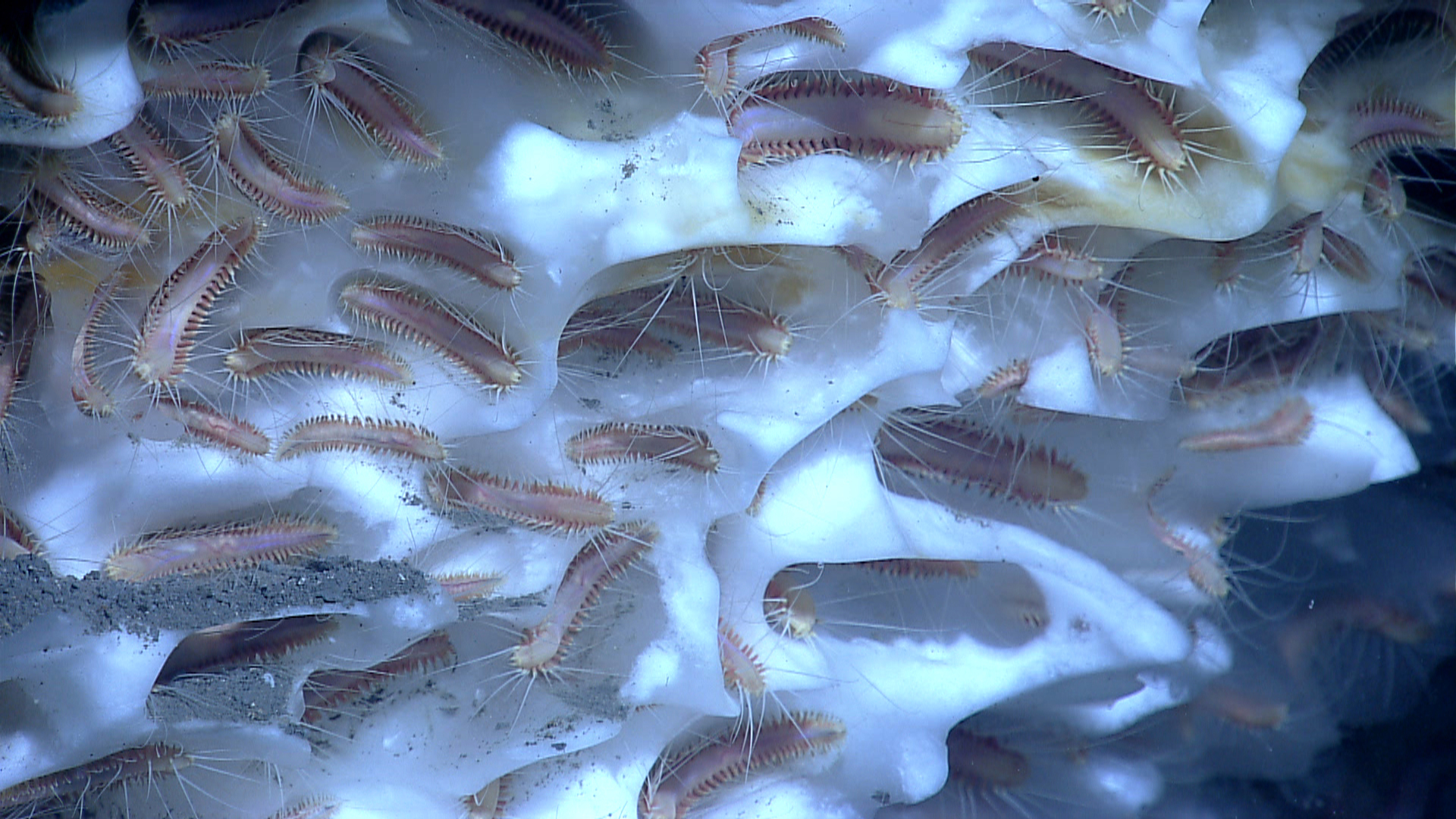
Agrégat d'hydrate de méthane colonisé par des vers de glace de méthane (Hesiocaeca methanicola)
Ces vers semblent consommer des bactéries et/ou archées chimioautotrophes exploitant directement les hydrates de méthane marins (Photo NOAA, 2012)

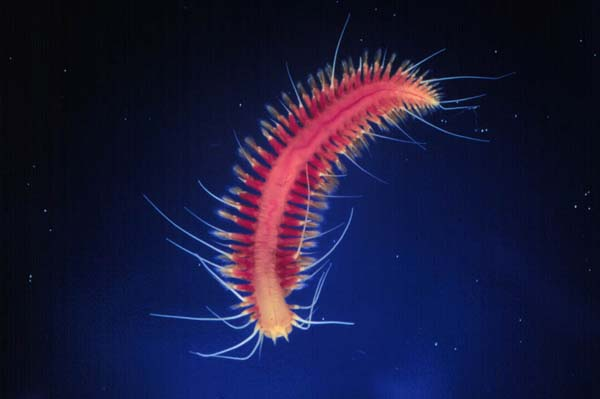
Vers de glace de méthane (Hesiocaeca methanicola)

On ne les a qu'assez récemment identifiées et on ne les connaît probablement que très partiellement.

## Caractéristiques
Comme tous les organismes vivants, ils ont besoin d’une source de carbone pour vivre. 
À la différence des archées méthanogènes (qui produisent du méthane), les méthanotrophes doivent vivre en condition aérobie ou en contact avec une source d’oxygène car ils doivent oxyder le méthane CH4 en utilisant de l’oxygène O2 pour produire des formaldéhydes, qui sont ensuite incorporés dans les composés organiques et/ou transformés.
Celles qui ont été étudiées sont caractérisées par un système de membranes internes au sein de laquelle une oxydoréduction contrôlée du méthane se produit.
Les organismes méthanotrophes sont plus communs à proximité des sources de méthane, mais plutôt dans les milieux aérobies.
Des duos symbiotiques archée/bactérie existent, vivant de l'oxydation anaérobie du méthane :  le soufre est réduit par des bactéries grâce à l'aide d'électrons obtenus par l'oxydation du méthane par les archées. 

Il a été récemment montré près d'évents hydrothermaux qu'au sein de certaines communautés des grands fonds marins, des archées et leurs partenaires bactériens (remontés du fond par le sous-marin Alvin), bien qu'éloignés dans l'espace les uns des autres pouvaient sans aucun contact physiques ni médiation matérielle partage leur énergie en se transférant des électrons sur de distances équivalentes à plusieurs longueurs cellulaires de leur partenaire le plus proche.  Ni protéines, ni même de substrat moléculaire tel que l'hydrogène n'ont été identifiés comme transporteur d'électron ; dans ce cas le transfert d'électron semble se faire directement via l'eau salée. Cette découverte était une première scientifique.

## «Puits» de méthane
Le méthane est le 3e gaz à effet de serre le plus important en tant que source de réchauffement climatique (23 fois plus puissant que le CO2 sur 100 ans, et bien plus sur 20 ans). Les bactéries capables de le consommer intéressent donc fortement ceux qui étudient le réchauffement de la planète. Les milieux où ces bactéries sont nombreuses peuvent être des « puits naturel biologiques de méthane » (le puits (non biologique) étant la dégradation chimique du méthane dans l’atmosphère sous l’action du rayonnement solaire et des oxydants atmosphériques).
On a récemment montré que certains sols forestiers sont aussi des « puits de méthane » grâce aux microorganismes méthanotrophes qu'ils abritent, et que la biodégradation du méthane dans ces sols augmente avec l’âge des peuplements forestiers (à condition que les sols n'aient pas été tassés par les engins forestiers).

## Habitats
Ils sont encore mal étudiés, mais des organismes méthanotrophes seraient présents dans les océans, les vases, les marais et tourbières, le milieu souterrain et les sols, les rizières et les sites d'enfouissement contenant des déchets organiques (source de méthane par fermentation anaérobie). 
Ils peuvent être associés au système raçinaire immergé de certaines plantes aquatiques qui décolmatent les sédiments fins.

## Recherche & prospective
Ces organismes pourraient possiblement être une source « gratuite » de moyens nouveaux de décontamination environnementale pour certains toxiques ou produits chimiques perturbant l’environnement, dont le méthane, mais aussi des hydrocarbures chlorés. Pour ces raisons ils intéressent les chercheurs qui étudient les solutions biologiques de décontamination de sols ou d'environnements pollués et/ou émetteurs de méthane. 
Elles jouent potentiellement un rôle majeur dans la réduction des émissions de méthane d’environnements tels que des rizières, des décharges, les tourbières et les marécages où la production de méthane est relativement élevée.

## Classification
Les méthanotrophes aérobies connus sont regroupés parmi les Pseudomonadota et les Verrucomicrobiota. Ceux faisant partie des Proteobacteria sont à ce jour classés en deux groupes (dits « type I » et « type II » correspondant respectivement aux Methylococcaceae et Methylocystaceae, sur la base de différences observées dans la méthode de fixation du formaldéhyde et dans la structure de leurs membranes. Parmi le type I on distingue encore deux sous-groupes, le type Ia (comprenant des organismes majoritairement mésophiles) et le type Ib (qui inclut des organismes à tendance thermophile). 
Les méthanotrophes connus appartenant au phylum des Verrumicrobia sont des organismes extrémophiles restreints à quelques environnements aux températures très élevées. 
La méthanotrophie est un cas particulier de méthylotrophie, qui utilise plus généralement des composés à un atome de carbone. La plupart des méthylotrophes peuvent également utiliser des composés plus complexes à plusieurs atomes de carbone, ce qui les différencie des méthanotrophes qui sont habituellement des utilisateurs plus performants du méthane.
Les études réalisées dans les environnements marins ont révélé que le méthane pouvait être oxydé en conditions anaérobies par des associations d'archées qui oxydent le méthane et de bactéries sulfatoréductrices.

## Oxydation anaérobie de méthane
L'oxydation anaérobie du méthane (en) (AOM ou « Anaerobic oxidation of methane » pour les Anglo-saxons) se produit principalement dans les sédiments marins anoxiques. 
Son mécanisme exact est encore débattu. L'explication théorique la plus largement acceptée est que des archéobactéries seraient capables d’inverser la voie métabolique de bio-méthanisation pour produire du dioxyde de carbone et une autre substance (encore inconnue). Cette intermédiaire inconnu serait ensuite utilisée par des bactéries sulfatoréductrices qui en tirent l’énergie issue de la réduction des sulfates en hydrogène sulfuré.
Les méthanotrophes oxydent le méthane en initiant tout d'abord la réduction d'un atome d'oxygène en H2O2  et la transformation du méthane en CH3OH en utilisant des monooxygénases de méthane (MMO) ; de plus, deux types de MMO ont été isolés chez les méthanotrophes : la méthane monooxygénase soluble (sMMO) et la méthane monooxygénase particulaire (pMMO).
Les cellules contenant pMMO ont démontré des capacités de croissance et une affinité pour le méthane plus élevées que les cellules contenant sMMO. 
Les ions cuivre joueraient un rôle-clé dans la régulation du pMMO et la catalyse enzymatique, limitant ainsi les cellules pMMO à des environnements plus riches en cuivre que les cellules productrices de sMMO.
Remarque : Les méthanothrophes anaérobies ne sont pas taxonomiquement liés aux méthanotrophes aérobies aujourd’hui connus ; ils sont plutôt à rapprocher des archées méthanogène de l'ordre des Methanosarcinales.